# Xianxi (köpinghuvudort i Kina, Hunan Sheng, lat 28,24, long 111,71)
Xianxi (kinesiska: 仙溪, 仙溪镇) är en köpinghuvudort i Kina. Den ligger i provinsen Hunan, i den södra delen av landet, omkring 120 kilometer väster om provinshuvudstaden Changsha. Antalet invånare är 46 660. Befolkningen består av 22 740 kvinnor och 23 920 män. Barn under 15 år utgör 17,0 %, vuxna 15-64 år 70 %, och äldre över 65 år 11,0 %.
Runt Xianxi är det ganska tätbefolkat, med 185 invånare per kvadratkilometer. Det finns inga andra samhällen i närheten. I omgivningarna runt Xianxi växer i huvudsak blandskog.
Genomsnittlig årsnederbörd är 1 921 millimeter. Den regnigaste månaden är maj, med i genomsnitt 342 mm nederbörd, och den torraste är december, med 51 mm nederbörd.